# Taeniura grabata
El chucho negro (Taeniura grabata) o pastinaca negra es una especie de raya de la familia Dasyatidae. Se puede encontrar en hábitats costeros arenosos, fangosos o rocosos en el océano Atlántico oriental y el sur del mar Mediterráneo. 

## Morfología
De color oscuro normalmente alcanza un ancho de 1 m (3,3 pies) y se puede identificar por su disco de aleta pectoral casi circular, cola corta y piel mayormente desnuda.

## Reproducción
Es ovovivíparo.

## Hábitat
Pez de mar demersal. Vive en un rango de profundidad de 10 a 300m. 

## Distribución geográfica
Atlántico oriental: Islas Canarias y Mauritania hasta Angola, incluido Cabo Verde.También en el Mediterráneo, desde Túnez hasta Egipto. 